# Paracilacris lateralis
Paracilacris lateralis är en insektsart som beskrevs av Lucien Chopard 1955. Paracilacris lateralis ingår i släktet Paracilacris och familjen vårtbitare. Inga underarter finns listade i Catalogue of Life.